# Ёлкина (Свердловская область)
Ёлкина — деревня в Слободо-Туринском районе Свердловской области России, входит в состав Усть-Ницинского сельского поселения. 

## География
Деревня Ёлкина расположена в 26 километрах (по автодороге в 36 километрах) к юго-востоку от села Туринская Слобода, на правом берегу реки Туры.

## Население
| 2002 | 2010 | 2021 |
| ---- | ---- | ---- |
| 91   | ↘82  | ↘78  |